# Wilkinson Microwave Anisotropy Probe
Il Wilkinson Microwave Anisotropy Probe (WMAP), conosciuto anche come sonda spaziale per l'anisotropia delle microonde (Microwave Anisotropy Probe (MAP) in inglese), ed Explorer 80, è un satellite che misura ciò che rimane delle radiazioni dovute al Big Bang, ovvero la radiazione cosmica di fondo. Diretto dal professore della Johns Hopkins University Charles L. Bennett, si tratta di un progetto che prevede la collaborazione tra il Goddard Space Flight Center della NASA e l'Università di Princeton. Il satellite WMAP è stato lanciato il 30 giugno 2001, alle ore 19:46 (GDT) dallo stato della Florida. Il WMAP è l'erede del satellite COBE, ed il secondo satellite di classe media (MIDEX), previsto dal programma Explorer. Tale satellite è stato così chiamato in onore di David Todd Wilkinson (1935-2002).
Le rilevazioni del WMAP sono più precise di quelle dei suoi predecessori; secondo il modello Lambda-CDM, l'età dell'universo è stata calcolata in 13,73 ± 0,12 miliardi di anni, con una costante di Hubble di 70,1 ± 1,3 km·s−1·Mpc−1, una composizione del 4,6% di materia barionica ordinaria; 23 % di materia oscura di natura sconosciuta, la quale non assorbe o emette luce; 72% di energia oscura la quale accelera l'espansione; infine meno dell'1% di neutrini. Tutti questi dati sono coerenti con l'ipotesi che l'universo abbia una geometria piatta, e anche con il rapporto tra densità d'energia e densità critica di Ω = 1,02 ± 0,02. Questi dati supportano il modello Lambda-CDM e gli scenari cosmologici dell'inflazione, dando anche prova della radiazione cosmica di fondo di neutrini.
Ma questi dati contengono anche caratteristiche inspiegate: un'anomalia nella massima misura angolare del momento quadrupolico, ed una grande macchia fredda nella radiazione cosmica di fondo. Secondo la rivista scientifica Science, il WMAP è stato il Breakthrough of the Year for 2003 (scoperta dell'anno 2003). I risultati di questa missione sono stati al primo e al secondo posto della lista "Super Hot Papers in Science Since 2003". Alla fine del 2008 il satellite WMAP era ancora in funzione, mentre la sua dismissione è stata effettuata nell'ottobre 2010.

## Obiettivi

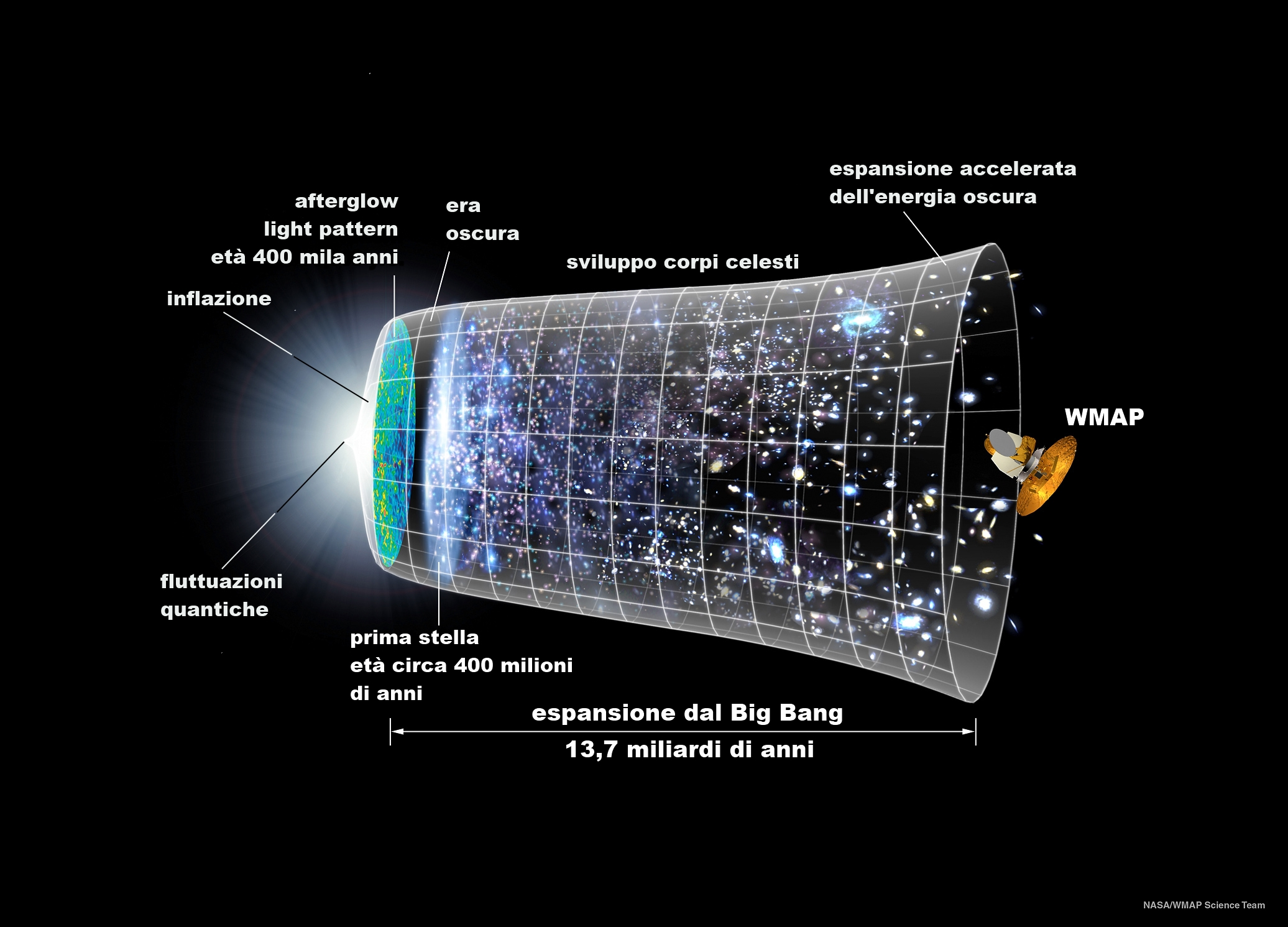
La linea del tempo dell'universo, dall'inflazione al WMAP

Lo scopo primario del progetto WMAP è la misurazione delle differenze di temperatura nella radiazione cosmica di fondo. Le anisotropie della radiazione vengono quindi utilizzate per calcolare la geometria dell'universo, il suo contenuto e l'evoluzione, e per testare i modelli del Big Bang e dell'inflazione cosmologica. Per questo, il satellite sta creando una mappa completa della radiazione di fondo, con una risoluzione di 13 arcominuti tramite una osservazione multi frequenza. Tale mappatura, per assicurare un'accuratezza angolare superiore alla sua risoluzione, richiede il minor numero possibile di errori sistematici, pixel di rumore non correlati tra loro ed una calibrazione accurata. La mappa è formata da 3,145,728 pixel e usa lo schema HEALPix per trasformare in pixel la sfera. Il telescopio misura inoltre la polarizzazione E-mode della radiazione di fondo, e la polarizzazione in primo piano. La sua vita è di 27 mesi: 3 mesi per ricercare la posizione L2, ed i restanti 24 mesi di osservazione.

## Sviluppo

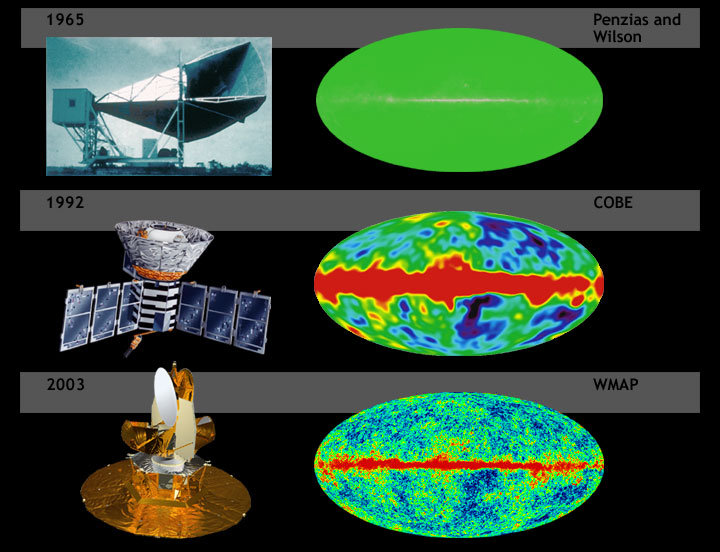
Confronto tra le sensibilità del WMAP e del COBE. I dati sono simulati

La missione MAP venne proposta alla NASA nel 1995, selezionata per uno studio approfondito nel 1996 e approvata per lo sviluppo definitivo nel 1997.
Il WMAP è stato preceduto da altri due satelliti per l'analisi della radiazione di fondo:
- la sonda sovietica RELIKT-1, la quale ha riportato i limiti superiori dell'analisi delle anisotropie della radiazione di fondo;
- la sonda statunitense COBE, la quale ha riportato fluttuazioni su larga scala della radiazione di fondo.

Vi sono stati anche altri tre esperimenti, basati però sull'utilizzo di palloni sonda, che hanno analizzato piccole porzioni di cielo ma in modo più dettagliato:
- il pallone BOOMERanG;
- il Telescopio CBI;
- il Very Small Array.

Il WMAP, rispetto al suo predecessore COBE, ha una sensibilità 45 volte superiore, ed una risoluzione angolare 33 volte più precisa.

## La sonda

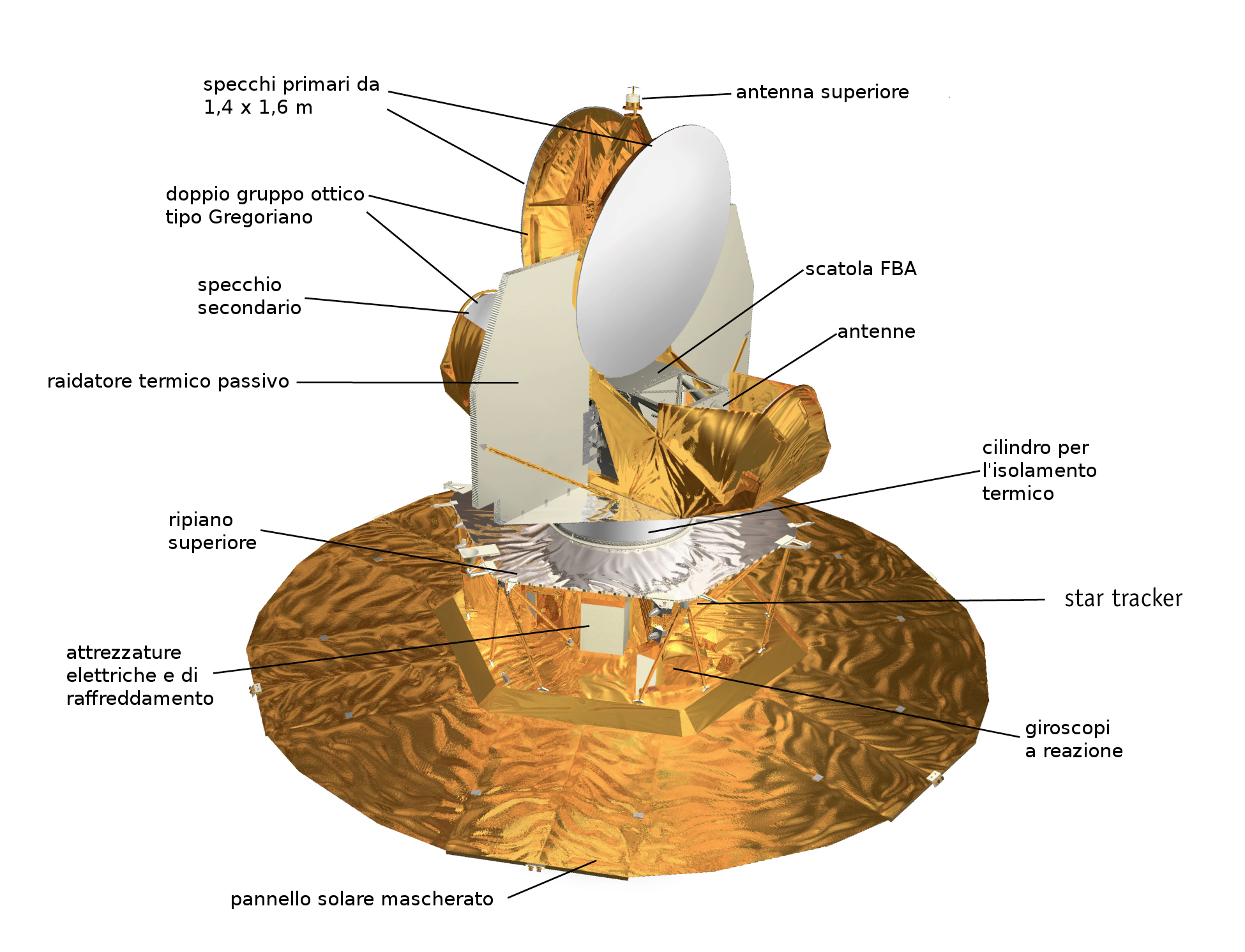
Illustrazione della sonda WMAP

Gli specchi primari del WMAP sono una coppia di gregoriani, di dimensioni 1,4 metri e 1,6 metri, rivolti in direzioni opposte tra loro, i quali focalizzano il segnale ottico su specchi secondari grandi 0,9 m x 1,0 m. Questi specchi sono stati modellati per ottenere delle prestazioni ottimali: un guscio in fibra di carbonio protegge un nocciolo in Korex, ricoperto ulteriormente da uno strato sottile di alluminio e ossido di silicio. Gli specchi secondari riflettono il segnale verso sensori ondulati, posti sul piano focale tra i due specchi primari.

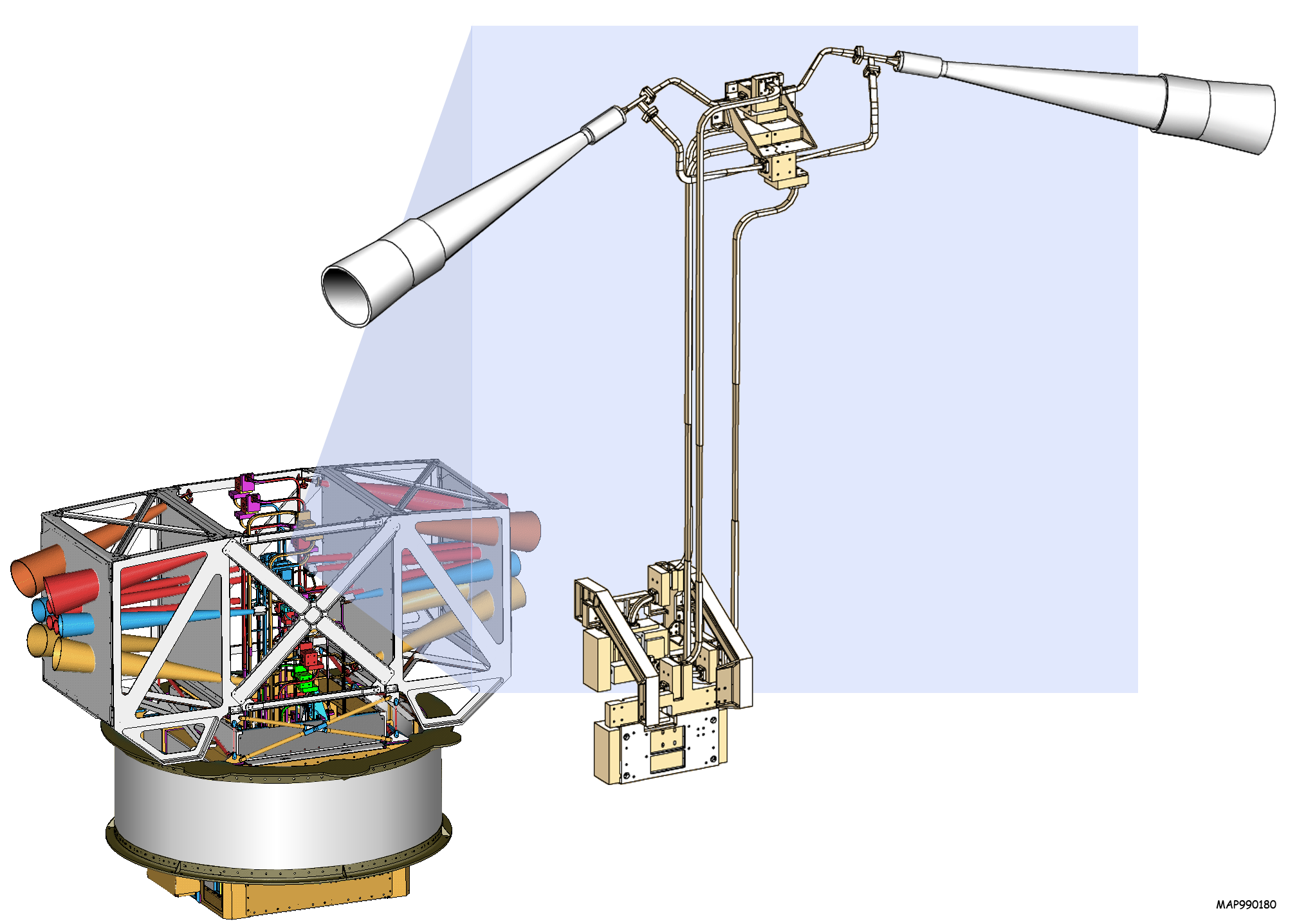
Illustrazione dei ricevitori del WMAP

I ricevitori sono costituiti da radiometri differenziali sensibili alla polarizzazione elettromagnetica. Il segnale viene amplificato quindi da un amplificatore a basso rumore di tipo HEMT. Sono presenti 20 alimentatori, 10 per ogni direzione, dai quali i radiometri raccolgono i segnali; la misura finale corrisponde alla differenza tra i segnali provenienti da direzioni opposte. La separazione azimuth direzionale è di 180 gradi; l'angolo totale è di 141 gradi.
Per evitare di captare anche segnali di disturbo provenienti dalla Via Lattea, il WMAP lavora su 5 frequenze radio discrete, da 23 GHz a 94 GHz.
| Proprietà                                | Banda K | Banda Ka | Banda Q | Banda V | Banda W |
| ---------------------------------------- | ------- | -------- | ------- | ------- | ------- |
| Lunghezza d'onda centrale (mm)           | 13      | 9,1      | 7,3     | 4,9     | 3,2     |
| Frequenza centrale (GHz)                 | 23      | 33       | 41      | 61      | 94      |
| Larghezza di banda (GHz)                 | 5,5     | 7,0      | 8,3     | 14,0    | 20,5    |
| Misura del raggio (arcominuti)           | 52,8    | 39,6     | 30,6    | 21      | 13,2    |
| Numero di radiometri                     | 2       | 2        | 4       | 4       | 8       |
| Temperatura del sistema (K)              | 29      | 39       | 59      | 92      | 145     |
| Sensibilità (mK s{\displaystyle ^{1/2}}) | 0,8     | 0,8      | 1,0     | 1,2     | 1,6     |

La base del WMAP è costituita da un pannello solare di 5 metri di diametro, il quale tiene la sonda costantemente all'ombra durante il rilevamento della radiazione di fondo. Al di sopra del pannello si trova l'apparato di raffreddamento della sonda. Tra questo apparato di raffreddamento e gli specchi, è posizionato un guscio cilindrico per l'isolamento termico, della lunghezza di 33 cm.
Il raffreddamento del WMAP è affidato a dei radiatori passivi, i quali raggiungono una temperatura di 90 K circa (-183,15 °C); questi radiatori sono connessi agli amplificatori a basso rumore. Il consumo totale del telescopio arriva a 419 W. La temperatura della sonda è controllata da una termoresistenza di platino.
La calibrazione di WMAP viene effettuata eseguendo una misurazione di Giove rispetto al dipolo della radiazione cosmica di fondo. I dati del WMAP vengono trasmessi giornalmente tramite un trasponder in funzione alla frequenza di 2 GHz, il quale provvede a trasmettere il segnale ad uno dei telescopi della rete Deep Space Network, ad una velocità di trasferimento di 667 kbit/s. Il satellite è provvisto di 2 trasponder di cui uno, ridondante, è di riserva; questi sono attivi per un breve periodo giornaliero (circa 40 minuti al giorno), per evitare radiointerferenze.
La posizione del telescopio è mantenuta stabile, lungo i tre assi spaziali, da uno speciale volano a reazione, da vari giroscopi, da due star tracker e da vari sensori che ne determinano la posizione rispetto al Sole.
Il riposizionamento viene effettuato grazie ad 8 motori ad idrazina.

## Lancio, traiettoria e orbita

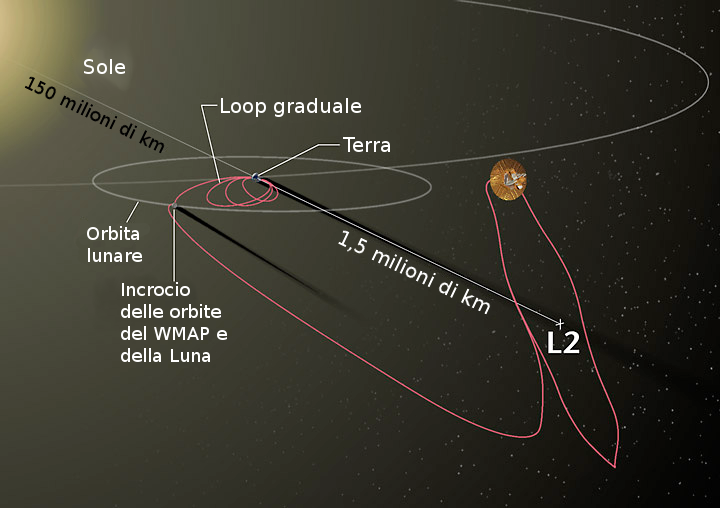
Traiettoria e orbita del WMAP

Il WMAP, una volta completata la sua costruzione, è arrivato al John F. Kennedy Space Center il 20 aprile 2001, dopodiché, dopo un test durato 2 mesi, è stato spedito in orbita tramite un razzo Delta II 7425 il 30 giugno 2001. La sonda ha iniziato ad usare la propria scorta di energia interna da 5 minuti prima del lancio fino al completo dispiegamento del pannello solare. L'attivazione completa della sonda, e il suo monitoraggio, sono partiti al raggiungimento della temperatura di raffreddamento operativa. Dopodiché, la sonda ha effettuato 3 loop graduali tra la Terra e la Luna quindi, il 30 luglio, ha iniziato il viaggio verso il punto di Lagrange L2 Sole-Terra, raggiungendolo in data 1º ottobre 2001. In questo modo, il WMAP è diventato il primo satellite per la scansione della radiazione di fondo a trovarsi permanentemente in tale punto.

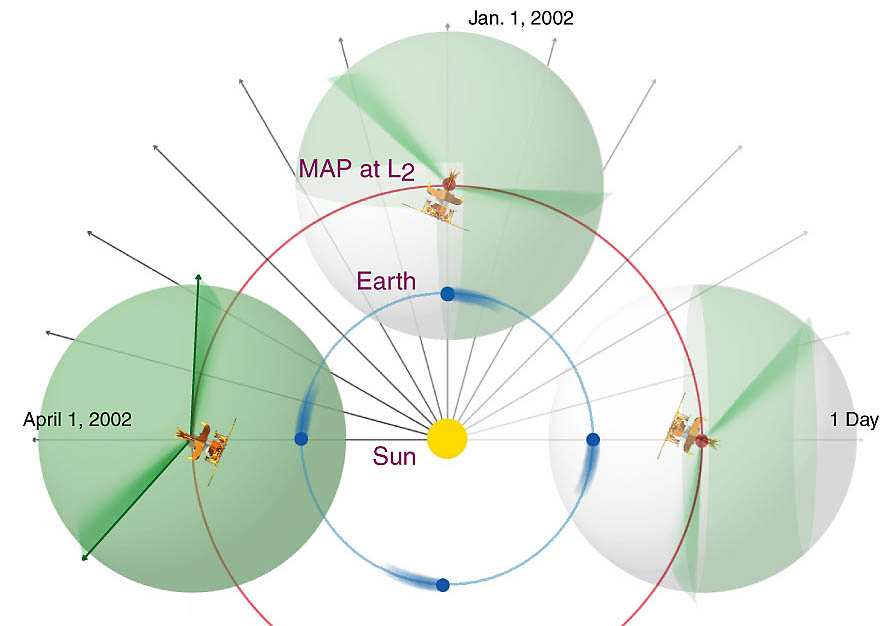
Orbita e modalità di scansione del cielo del WMAP

Il posizionamento dell'orbita al punto di Lagrange 2 (1,5 milioni di km circa dalla Terra), minimizza le emissioni di interferenza proveniente dal Sole, dalla Terra e dalla Luna, permettendo anche una stabilità termica degli strumenti. Per poter analizzare il cielo senza puntare verso il Sole, il WMAP orbita nel punto L2 con un'orbita di Lissajous, con un angolo che varia dai 1,0 ai 10,0 gradi, ed un periodo di 6 mesi. Il telescopio ruota ogni 2 minuti e 9 secondi (0,464 giri/min), e procede alla velocità di 1 rivoluzione all'ora. Il WMAP compie un'intera analisi del cielo ogni 6 mesi, avendo completato la prima nell'aprile del 2002.

## Rimozione delle emissioni inquinanti
Il WMAP raccoglie dati in cinque lunghezze d'onda differenti, permettendo così di eliminare varie radiazioni contaminanti la radiazione di fondo (provenienti dalla Via Lattea o da altre fonti extra galattiche). I meccanismi principali di emissione sono radiazioni sincrotroniche e Bremsstrahlung (quest'ultima detta anche free-free emission, radiazione di frenamento), le quali predominano alle frequenze più basse, mentre alle frequenze più alte la principale fonte di emissione sono le polveri interstellari. Le proprietà di spettro di queste emissioni danno un contributo diverso nelle cinque frequenze analizzate, permettendo così la loro identificazione e successiva eliminazione.
Le contaminazioni di fondo vengono rimosse in vari modi.
1. Si eliminano le contaminazioni ancora presenti nelle misurazioni del WMAP;
2. per le componenti conosciute delle misurazioni del WMAP, se ne utilizzano i valori di spettro per identificarle;
3. vengono fatti combaciare simultaneamente la posizione e l'elemento della contaminazione, utilizzando vari parametri addizionali.

Le emissioni inquinanti vengono inoltre rimosse prendendo in considerazione solo la porzione analizzata del cielo con la minore quantità di radiazioni inquinanti, mascherando le porzioni rimanenti.
| 23 GHz | 33 GHz | 41 GHz | 61 GHz | 94 GHz |
| 23 GHz | 33 GHz | 41 GHz | 61 GHz | 94 GHz |

## Dati e scoperte

### Dati al primo anno

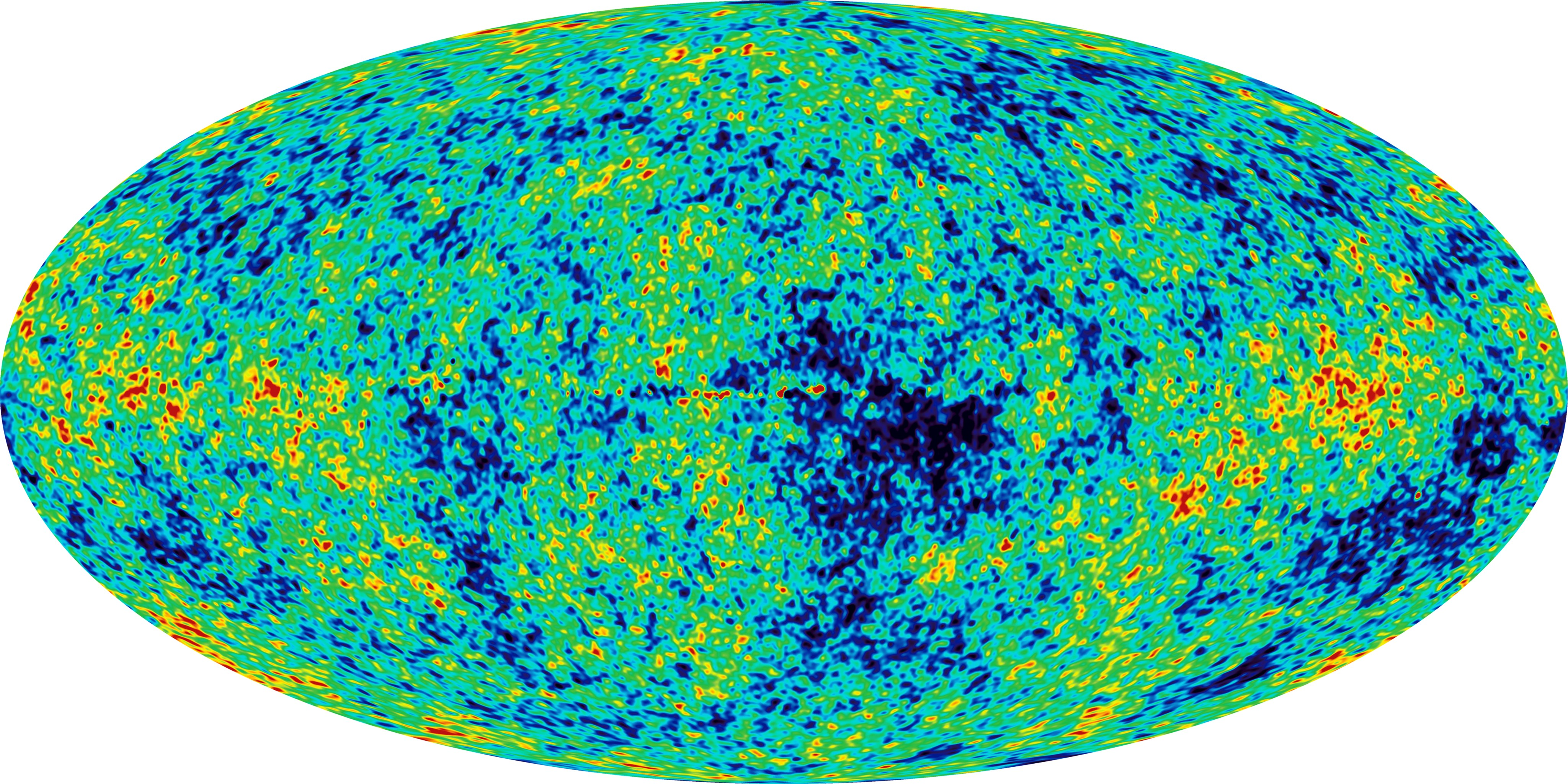
Mappa delle anisotropie calcolate dopo un anno

L'11 febbraio 2003 la NASA ha pubblicato i risultati del primo anno di funzionamento del WMAP, rendendo noti dati come l'età dell'universo, la sua composizione ed una sua immagine dettagliata, la quale, a detta degli scienziati, contiene dettagli così sbalorditivi che potrebbe essere considerato uno dei migliori risultati scientifici degli ultimi anni. La qualità e la precisione di tali dati supera di gran lunga ogni altro dato precedente sulla radiazione cosmica di fondo.
Basandosi sul Modello Lambda-CDM, gli scienziati del WMAP hanno estrapolato i dati cosmologici partendo dai dati del primo anno. Nella colonna sottostante vengono forniti tre tipi di dati: i primi due (Dato migliore (solo WMAP) e Dato migliore (WMAP e parametri extra)) si riferiscono ai risultati ottenuti dal WMAP; la differenza fra questi due tipi di dati risiede nell'aggiunta nella seconda colonna degli indici spettrali, previsti da alcuni modelli inflazionari. La terza colonna di dati (Dato migliore (tutti i dati)), invece, combina i dati con le restrizioni calcolate da altri esperimenti (come ACBAR e CBI), e con altre restrizioni derivanti dalla foresta Lyman-alfa e dal 2dF Galaxy Redshift Survey. Da notare che queste restrizioni sono delle degenerazioni sui parametri del WMAP, e la più significava si trova fra {\displaystyle n_{s}} e {\displaystyle \tau }. Gli errori sui dati presentano un intervallo di confidenza del 68%.
| Parametro                             | Simbolo                          | Dato migliore (solo WMAP)                   | Dato migliore (WMAP e parametri extra)     | Dato migliore (tutti i dati)                   |
| ------------------------------------- | -------------------------------- | ------------------------------------------- | ------------------------------------------ | ---------------------------------------------- |
| Costante di Hubble km/Mpc·s           | {\displaystyle H_{0}}            | 0,72 ± 0,05                                 | 0,70 ± 0,05                                | {\displaystyle 0{,}71_{-0{,}03}^{+0{,}04}}     |
| Contenuto barionico                   | {\displaystyle \Omega _{b}h^{2}} | 0,024 ± 0,001                               | 0,023 ± 0,002                              | 0,0224 ± 0,0009                                |
| Contenuto di materia                  | {\displaystyle \Omega _{m}h^{2}} | 0,14 ± 0,02                                 | 0,14 ± 0,02                                | {\displaystyle 0{,}135_{-0{,}009}^{+0{,}008}}  |
| Profondità ottica alla reionizzazione | {\displaystyle \tau }            | {\displaystyle 0{,}166_{-0{,}071}^{+0,076}} | 0,20 ± 0,07                                | 0,17 ± 0,06                                    |
| Ampiezza                              | {\displaystyle A}                | 0,9 ± 0,1                                   | 0,92 ± 0,12                                | {\displaystyle 0{,}83_{-0{,}08}^{+0,09}}       |
| Indice spettrale                      | {\displaystyle n_{s}}            | 0,99 ± 0,04                                 | {\displaystyle 0{,}93_{-0{,}07}^{+0{,}07}} | 0,93 ± 0,03                                    |
| Variazione dell'indice spettrale      | {\displaystyle dn_{s}/dk}        | —                                           | -0,047 ± 0,04                              | {\displaystyle -0{,}031_{-0{,}017}^{+0{,}016}} |
| Ampiezza fluttuazioni a 8h−1 Mpc      | {\displaystyle \sigma _{8}}      | 0,9 ± 0,1                                   | —                                          | 0,84 ± 0,04                                    |
| Età dell'universo (Ga)                | {\displaystyle t_{0}}            | 13,4 ± 0,3                                  | —                                          | 13,7 ± 0,2                                     |
| Densità totale dell'universo          | {\displaystyle \Omega _{tot}}    | —                                           | —                                          | 1,02 ± 0,02                                    |

Usando i dati migliori ottenuti in questo modo e i modelli teorici, il team del WMAP è riuscito a calcolare i tempi degli eventi più importanti dell'universo, tra i quali:
- lo spostamento verso il rosso della reionizzazione, calcolato come 17 ± 4;
- lo spostamento verso il rosso del disaccoppiamento, 1089 ± 1;
- l'età dell'universo al disaccoppiamento, {\displaystyle 379_{-7}^{+8}} ka;
- lo spostamento verso il rosso dell'equivalenza materia/radiazione[14], {\displaystyle 3233_{-210}^{+194}} .

Sono stati calcolati anche altri parametri, come:
- lo spessore della superficie di ultimo scattering, 195 ± 2 nello spostamento verso il rosso, o {\displaystyle 118_{-2}^{+3}} ka;
- la densità barionica attuale, {\displaystyle (2{,}5\pm 0,1)\times 10^{-7}cm^{-1}};
- il rapporto barioni/fotoni, {\displaystyle (6{,}1_{-0,2}^{+0,3})\times 10^{-10}}

Le misurazioni del WMAP di una precedente reionizzazione escludono la materia oscura tiepida.
Sono state esaminate anche le emissioni della Via Lattea sulle frequenze operative del WMAP, evidenziando così 208 sorgenti puntiformi. È stato osservato inoltre l'effetto Sunyaev-Zel'dovich a {\displaystyle 2{,}5\sigma }, la cui sorgente più forte è l'ammasso della Chioma.

### Dati al terzo anno

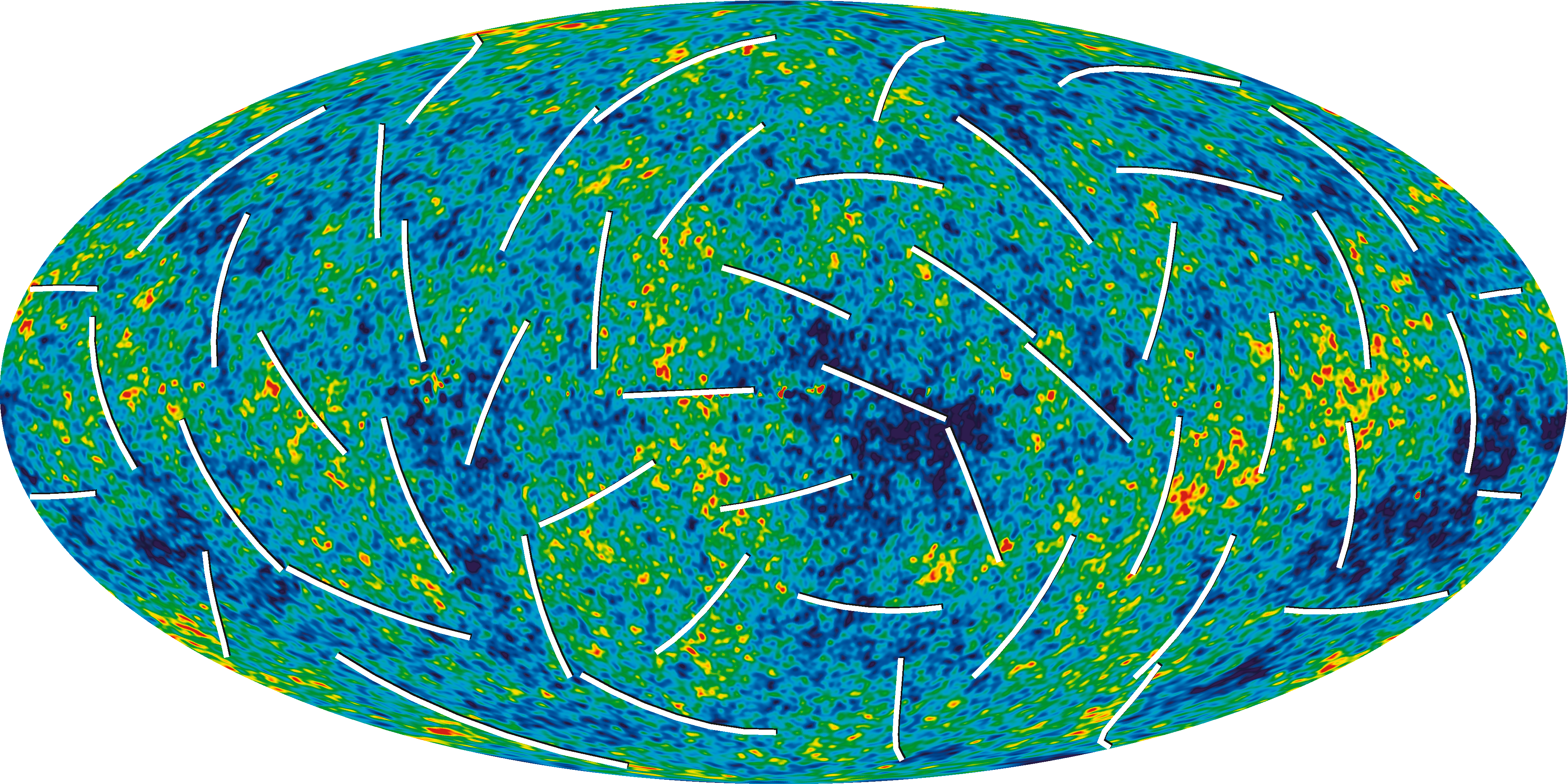
Mappa delle polarizzazioni calcolate dopo tre anni

Il 17 marzo 2006 sono stati pubblicati i dati relativi a un triennio di funzionamento del WMAP. Tra i vari dati, vi sono anche la temperatura e la polarizzazione delle misurazione della radiazione di fondo, le quali hanno ulteriormente confermato lo standard piatto del modello Lambda-CDM, e altre prove a favore del modello inflazionistico.
Tali dati mostrano che nell'universo debba essere presente della materia oscura. I risultati sono stati elaborati, sia con i soli dati del WMAP, sia in combinazione con altri dati, tra i quali i dati di altri esperimenti sulla radiazione di fondo, come l'ACBAR, il telescopio CBI, il pallone BOOMERanG, lo SDSS, il 2dF Galaxy Redshift Survey, il Supernova Legacy Survey, e altre costrizioni sulla costante di Hubble date dal telescopio spaziale Hubble.
| Parametro                             | Simbolo                          | Dato migliore (solo WMAP)                        |
| ------------------------------------- | -------------------------------- | ------------------------------------------------ |
| Costante di Hubble (km/Mpc·s)         | {\displaystyle H_{0}}            | {\displaystyle 0{,}732_{-0{,}032}^{+0,031}}      |
| Contenuto barionico                   | {\displaystyle \Omega _{b}h^{2}} | 0,0229 ± 0,00073                                 |
| Contenuto di materia                  | {\displaystyle \Omega _{m}h^{2}} | {\displaystyle 0{,}1277_{-0{,}0079}^{+0{,}0080}} |
| Profondità ottica alla reionizzazione | {\displaystyle \tau }            | 0,089 ± 0,030                                    |
| Indice spettrale                      | {\displaystyle n_{s}}            | 0,958 ± 0,016                                    |
| Ampiezza fluttuazioni at 8h−1 Mpc     | {\displaystyle \sigma _{8}}      | {\displaystyle 0{,}761_{-0{,}048}^{+0{,}049}}    |
| Età dell'universo (Ga)                | {\displaystyle t_{0}}            | {\displaystyle 13{,}73_{-0{,}15}^{+0{,}16}}      |
| Rapporto tensore-scalare              | {\displaystyle r}                | <0,65                                            |

(a) Profondità ottica alla reionizzazione dovuta alla polarizzazione delle misurazioni.
(b) < 0,30 in combinazione con i dati dello Sloan Digital Sky Survey. Nessuna indicazione di non gaussianità.

### Dati al quinto anno

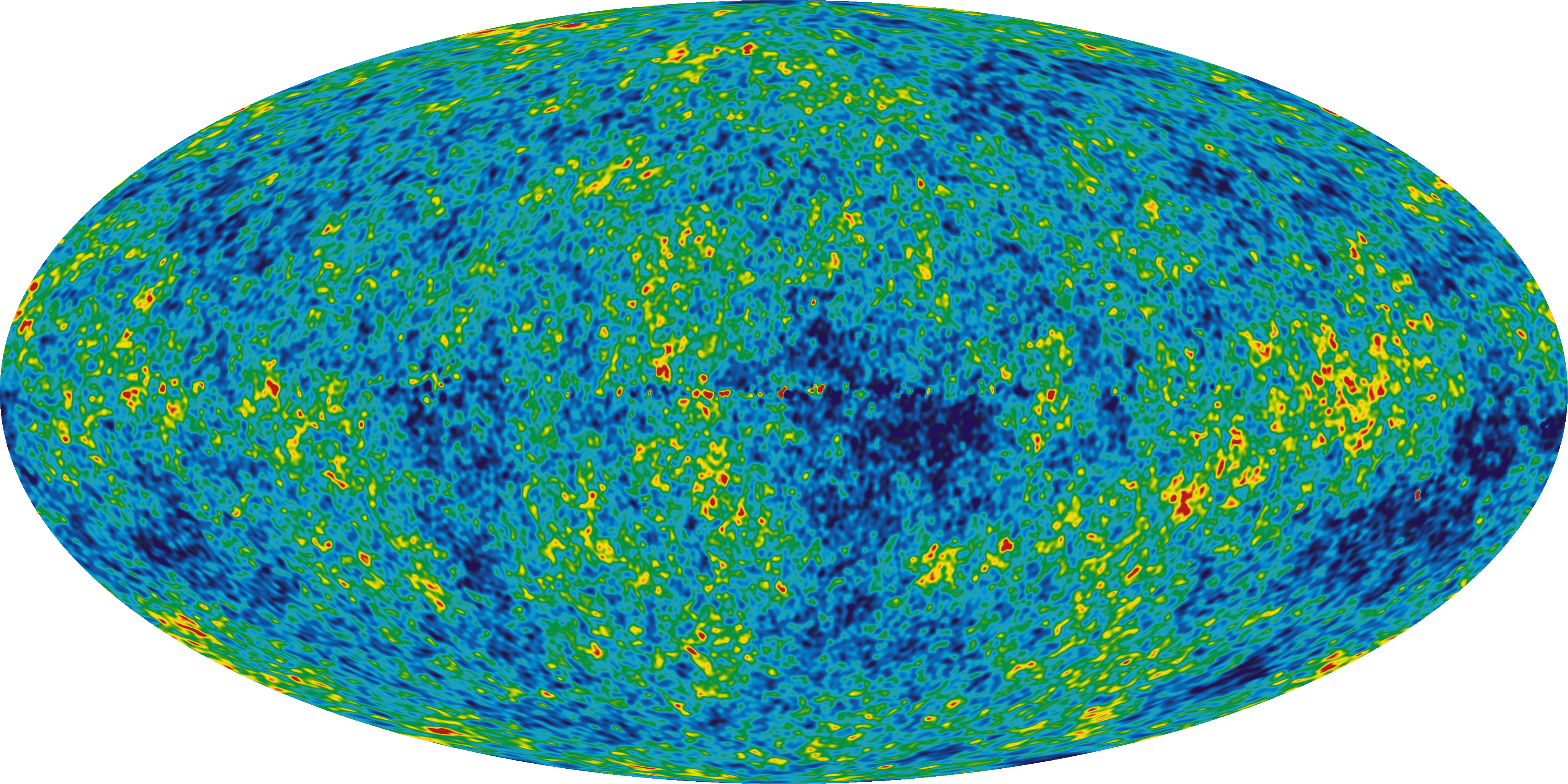
Immagine della radiazione cosmica di fondo calcolata dopo 5 anni di lavoro del WMAP (2008)

I dati relativi a cinque anni di lavoro della sonda sono stati resi pubblici il 28 febbraio 2008. Tali dati, tra le altre cose, includono nuove prove dell'esistenza della radiazione cosmica di fondo di neutrini, prove sul tempo impiegato dalla prima stella a reionizzare l'universo (oltre mezzo miliardo di anni), e nuove restrizioni sull'inflazione cosmologica.
I miglioramenti nei risultati sono dovuti a varie ragioni: innanzitutto a due anni di misurazioni extra, ma anche dai miglioramenti sulle tecniche di elaborazione dei dati e da una migliore caratterizzazione dello strumento. Oltre questo, è stato usato anche il canale a 33 GHz per l'osservazione dei parametri cosmologici: precedentemente venivano usati solo i canali a 41 GHz e a 61 GHz. Per ultimo, sono stati migliorati i mascheramenti per rimuovere i dati di fondo inquinanti.

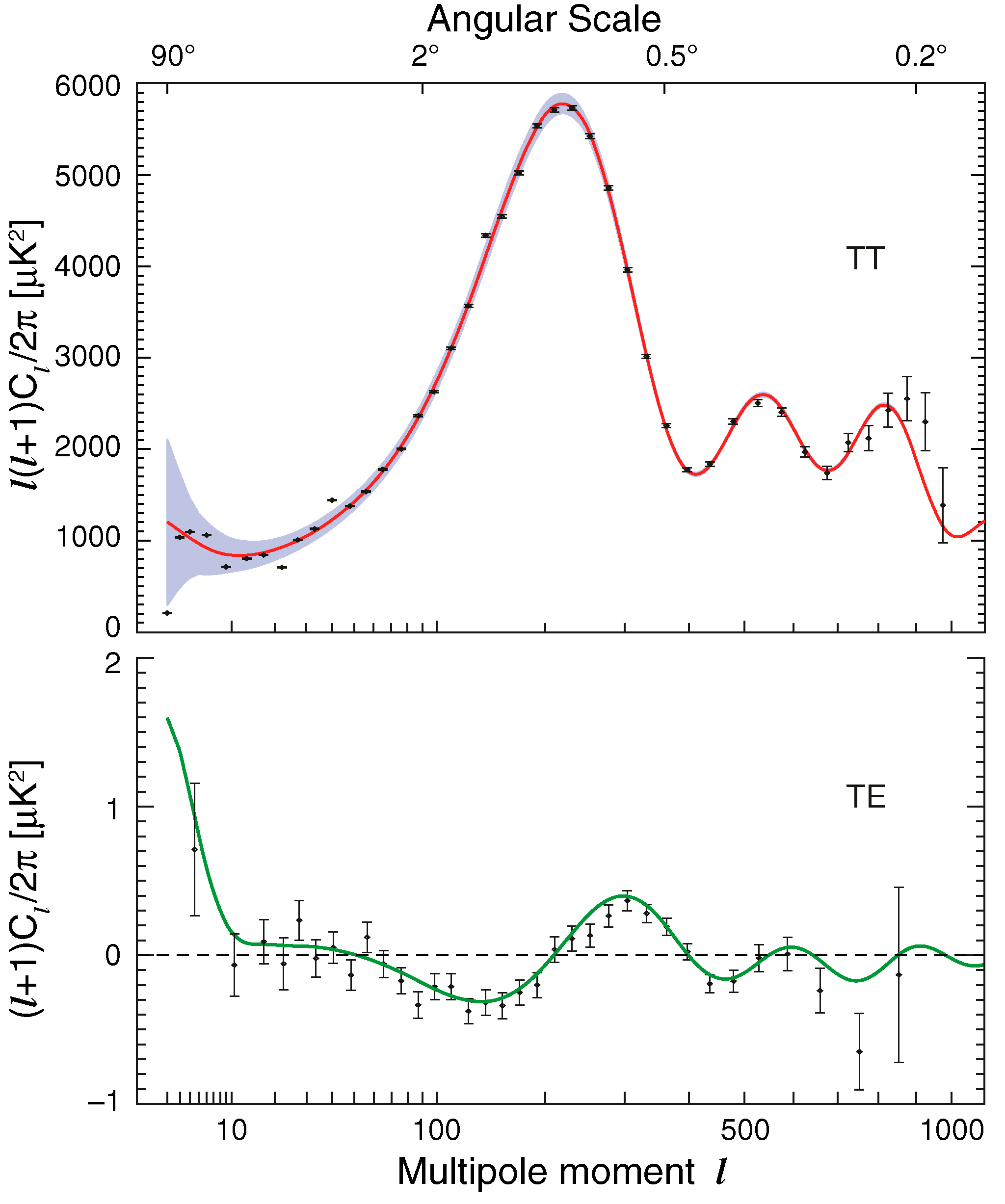
Intensità totale dei cinque anni di lavoro e spettro di polarizzazione dal WMAP

Miglioramenti nello spettro si sono avuti nel terzo picco acustico e nello spettro di polarizzazione.
I dati portano delle restrizioni sul contenuto dell'universo al momento dell'emissione della radiazione di fondo: dai dati risulta che, a quel momento, l'universo fosse formato al 10% di neutrini, al 12% di atomi, al 15% di fotoni e al 63% di materia oscura. Secondo questi parametri, il contributo dell'energia oscura è trascurabile.
Sempre questi dati sono stati combinati con le misurazioni provenienti dalle supernovae di tipo Ia (SNe) e dallo studio delle oscillazioni acustiche barioniche (baryon acoustic oscillations, BAO).
| Parametro                             | Simbolo                            | Dato migliore (solo WMAP)                     | Dato migliore (WMAP + SNe + BAO)               |
| ------------------------------------- | ---------------------------------- | --------------------------------------------- | ---------------------------------------------- |
| Costante di Hubble (km/Mpc·s)         | {\displaystyle H_{0}}              | {\displaystyle 0{,}719_{-0{,}027}^{+0{,}026}} | 0,701 ± 0,013                                  |
| Contenuto barionico                   | {\displaystyle \Omega _{b}h^{2}}   | 0,02273 ± 0,00062                             | 0,02265 ± 0,00059                              |
| Materia fredda oscura                 | {\displaystyle \Omega _{c}h^{2}}   | 0,1099 ± 0,0062                               | 0,1143 ± 0,0034                                |
| Energia oscura                        | {\displaystyle \Omega _{\Lambda }} | 0,742 ± 0,030                                 | 0,721 ± 0,015                                  |
| Profondità ottica alla reionizzazione | {\displaystyle \tau }              | 0,087 ± 0,017                                 | 0,084 ± 0,016                                  |
| Indice spettrale                      | {\displaystyle n_{s}}              | {\displaystyle 0{,}963_{-0{,}015}^{+0{,}014}} | {\displaystyle 0{,}960_{-0{,}013}^{+0{,}014}}  |
| Variazione dell'indice spettrale      | {\displaystyle dn_{s}/dk}          | −0,037 ± 0,028                                | {\displaystyle -0{,}032_{-0{,}020}^{+0{,}021}} |
| Ampiezza fluttuazioni a 8h−1 Mpc      | {\displaystyle \sigma _{8}}        | 0,796 ± 0,036                                 | 0,817 ± 0,026                                  |
| Età dell'universo (Ga)                | {\displaystyle t_{0}}              | 13,69 ± 0,13                                  | 13,73 ± 0,12                                   |
| Densità totale dell'universo          | {\displaystyle \Omega _{tot}}      | {\displaystyle 1{,}099_{-0{,}085}^{+0{,}100}} | 1,0052 ± 0,0064                                |
| Rapporto tensore-scalare              | {\displaystyle r}                  | <0,20                                         | —                                              |

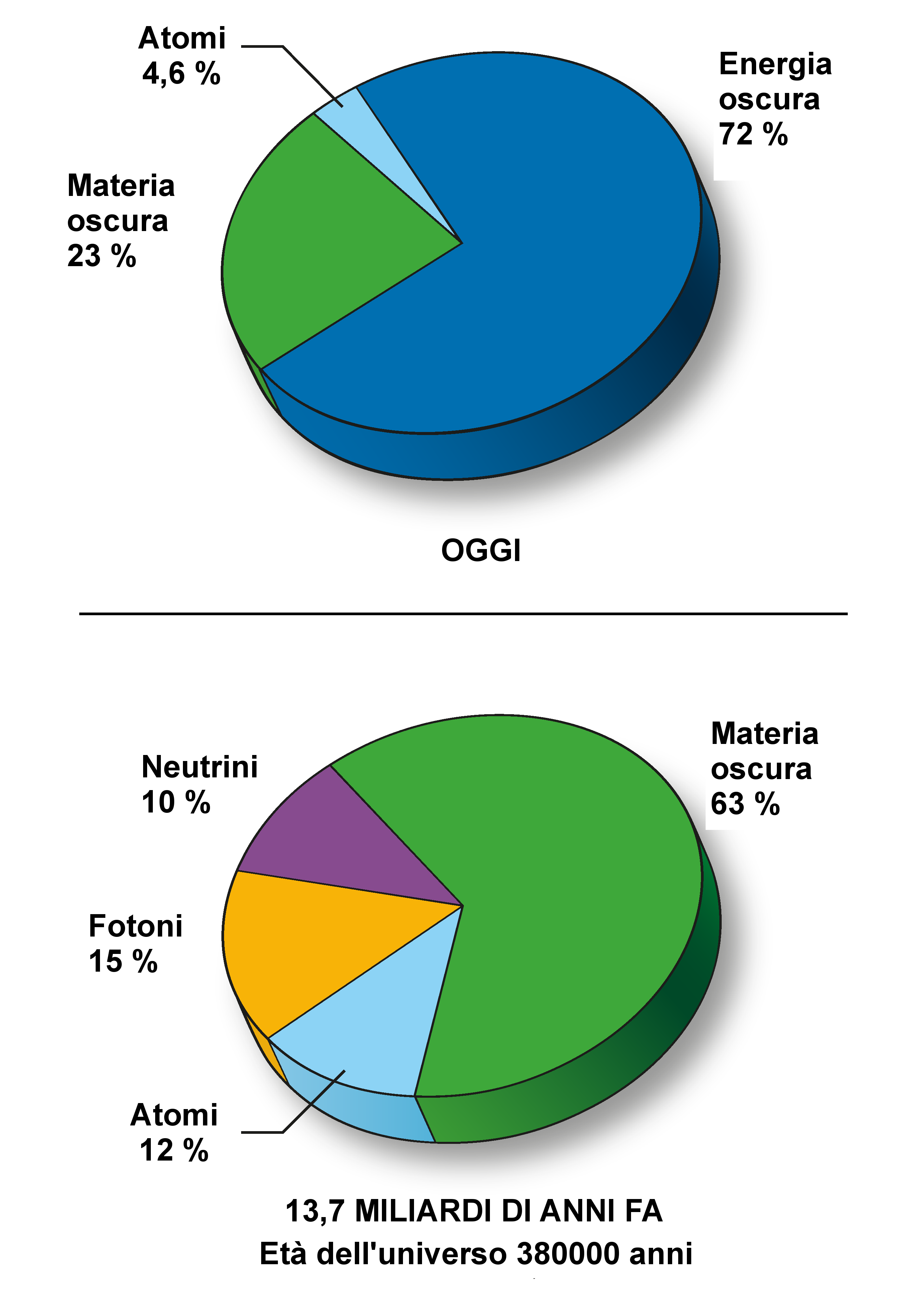
Contenuto di materia nell'universo

I risultati del WMAP pongono dei limiti anche al valore del rapporto tensore-scalare, r < 0,20 (con certezza del 95%), il quale determina il livello al quale le onde gravitazionali influiscono sulla polarizzazione della radiazione di fondo; inoltre pongono dei limiti sull'ammontare della non gaussianità primordiale. Altre restrizioni sono state applicate allo spostamento verso il rosso della reionizzazione, risultando così 10,8 ± 1,4, allo spostamento verso il rosso del disaccoppiamento, {\displaystyle 1091{,}00_{-0{,}73}^{+0{,}72}}, all'età dell'universo al disaccoppiamento {\displaystyle 375938_{-3115}^{+3148}} anni, e allo spostamento verso il rosso dell'equivalenza materia/radiazione {\displaystyle 3280_{-89}^{+88}}.
La lista delle fonti extragalattiche è stata modificata in modo da includere 390 fonti, ed è stata calcolata una variabilità nelle emissioni provenienti da Marte e Saturno.
| 23 GHz | 33 GHz | 41 GHz | 61 GHz | 94 GHz |
| 23 GHz | 33 GHz | 41 GHz | 61 GHz | 94 GHz |

### Dati al settimo anno

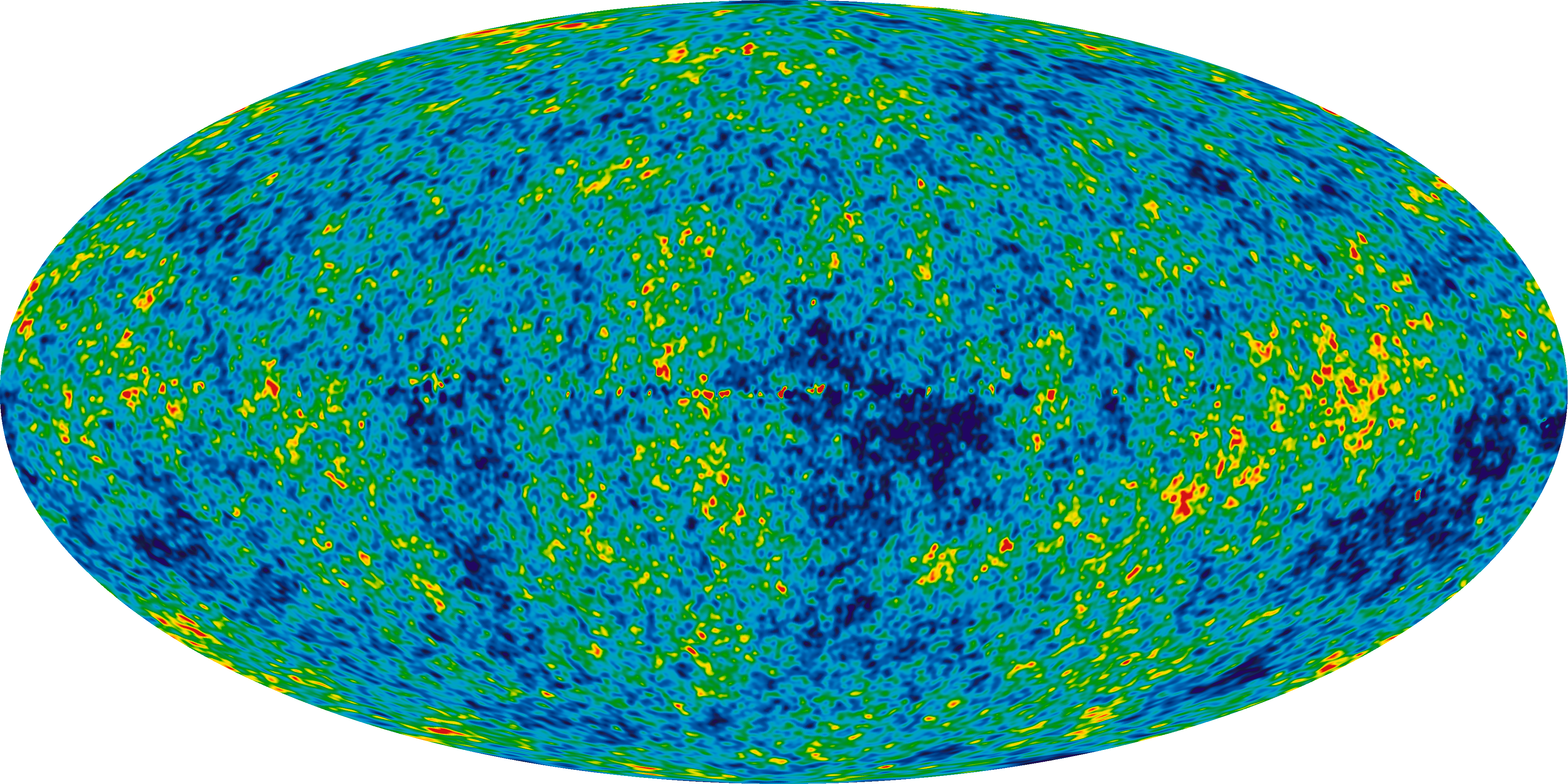
Mappa delle anisotropie calcolate dopo sette anni (2010)

Il 26 gennaio 2010 sono stati resi noti i dati del settimo anno di funzionamento del WMAP. In base a questi dati l'universo ha un'età di 13,75 ± 0,11 miliardi di anni. È stata confermata l'esistenza di una inspiegabile asimmetria dell'energia per attività su piccola scala, essendo metà della volta profondamente diversa dall'altra.
Un'altra conferma di grande significato è la quantità totale di materia/energia dell'universo sotto forma di energia oscura, ovvero il 72,1% (con un errore del 1,5%) come fondo non di particelle, e materia oscura nella misura del 23,3% (errore del 1,3%) di particelle non barioniche. Questi dati dimostrano che la materia, o particelle barioniche (atomi) è solo il 4,34% del totale (entro lo 0,87% d'errore).
| 23 GHz | 33 GHz | 41 GHz | 61 GHz | 94 GHz |
| 23 GHz | 33 GHz | 41 GHz | 61 GHz | 94 GHz |

## Misurazioni e missioni future
Originariamente, il WMAP avrebbe dovuto completare le prime osservazioni dopo due anni, cosa che avvenne, come previsto, nel settembre 2003. Ulteriori estensioni della missione sono state garantite nel 2002 e nel 2004, dando così alla sonda una vita totale di 8 anni, ovvero la durata totale proposta della missione; tale missione è terminata nel mese di settembre del 2009. Dopo tale data, la NASA ha annunciato il prolungamento della missione fino al mese di settembre del 2010. Ad ottobre del 2010, la sonda è stata portata verso un'orbita "cimitero" eliocentrica, concludendo così di fatto la missione.
I dati finali del WMAP verranno utilizzati, tra l'altro, da alcune sonde in fase di costruzione. Queste sonde avranno una sensibilità totale maggiore del WMAP, o comunque misureranno in modo più preciso la polarizzazione in modalità B-mode, la quale è indicativa per le onde gravitazionali primordiali.
La successiva sonda spaziale sviluppata a tale scopo è il Planck Surveyor, progettata e costruita dall'Agenzia Spaziale Europea, il cui lancio è avvenuto il 14 maggio 2009. Sono altresì in progetto altri esperimenti da terra e con palloni d'alta quota, come il telescopio Clover e l'EBEX.